# Anii 80
Anii 80 au fost un deceniu care a început la 1 ianuarie 1971și s-a încheiat la 31 decembrie 1980.